# Hörschel
Hörschel is een dorp in de Duitse gemeente Eisenach in  Thüringen. De naam komt al voor in een oorkonde uit 932. In 1974 werd het dorp samengevoegd met Neuenhof, dat in 1994 opging in de stad Eisenach.
Het dorp ligt op de plek waar de rivier de Hörsel in de Werra stroomt. Het is het beginpunt van de Rennsteig, een eeuwenoud wandelpad van 170 kilometer dat eindigt in Blankenstein aan de grens van Thüringen en Beieren.